# Edward Grabarz

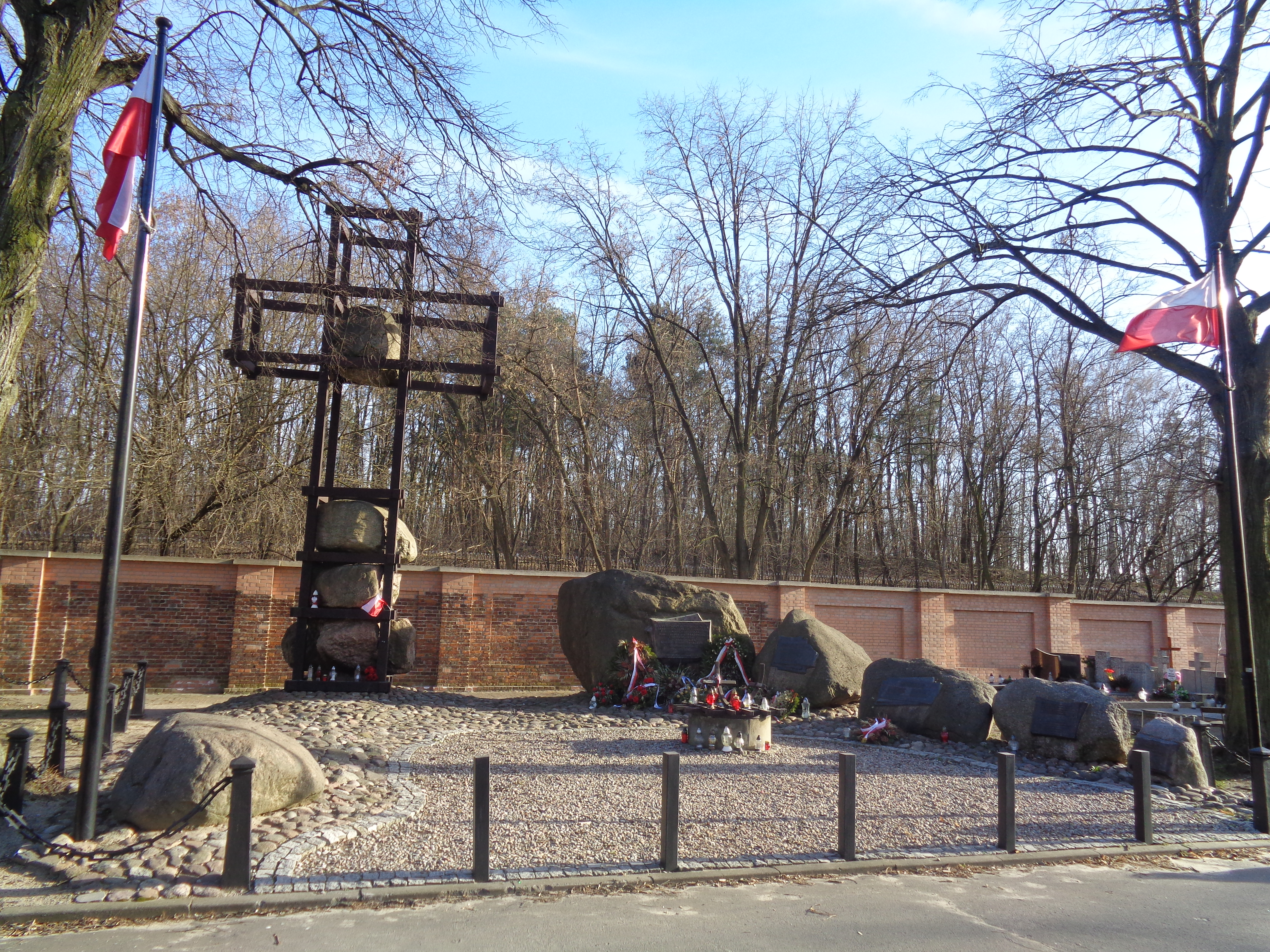
Kwatera N45 miejsce potajemnego pochówku Edwarda Grabarza

Edward Grabarz (ur. 16 stycznia 1925, zm. 5 grudnia 1946 w Warszawie) – komendant posterunku MO, żołnierz NSZ-NZW.
W 1945 żołnierz oddziału NSZ-NZW „Rekina”. Od kwietnia 1946 zastępca komendanta posterunku MO w Tykocinie, pow. Wysokie Mazowieckie. Aresztowany przez UB, 26 listopada 1946 wyrokiem WSR w Warszawie skazany na karę śmierci razem z Zygmuntem Jakimiukiem i Wincentym Paszukiem. Stracony 5 grudnia 1946 w Więzieniu karno-śledczym nr III tzw. Toledo przy ul. 11 Listopada w Warszawie. Potajemnie pogrzebany na cmentarzu Bródnowskim w kw.45 N „przy studni”, nr ewidencyjny księgi pochowanych 4251.
Grób symboliczny znajduje się na Cmentarzu Wojskowym w Kwaterze "na Łączce". 